# Рузвельт (Нью-Йорк)
Рузвельт (англ. Roosevelt) — переписна місцевість (CDP) в США, в окрузі Нассау штату Нью-Йорк. Населення — 18 066 осіб (2020).

## Географія
Рузвельт розташований за координатами 40°40′46″ пн. ш. 73°35′0″ зх. д. / 40.67944° пн. ш. 73.58333° зх. д. (40.679422, -73.583372).  За даними Бюро перепису населення США в 2010 році переписна місцевість мала площу 4,61 км², з яких 4,59 км² — суходіл та 0,03 км² — водойми.

## Демографія
Згідно з переписом 2010 року, у переписній місцевості мешкало 16 258 осіб у 4031 домогосподарстві у складі 3322 родин. Густота населення становила 3525 осіб/км².  Було 4356 помешкань (945/км²).
Расовий склад населення:
| - 63,1 % — чорних або афроамериканців - 13,9 % — білих - 0,8 % — корінних американців - 0,6 % — азіатів - 0,1 % — вихідців з тихоокеанських островів - 17,0 % — осіб інших рас |

До двох чи більше рас належало 4,5 %. Частка іспаномовних становила 34,1 % від усіх жителів.
За віковим діапазоном населення розподілялося таким чином: 26,7 % — особи молодші 18 років, 63,5 % — особи у віці 18—64 років, 9,8 % — особи у віці 65 років та старші. Медіана віку мешканця становила 33,0 року. На 100 осіб жіночої статі у переписній місцевості припадало 93,0 чоловіків;  на 100 жінок у віці від 18 років та старших — 89,6 чоловіків також старших 18 років.
Середній дохід на одне домашнє господарство  становив 78 736 доларів США (медіана — 65 469), а середній дохід на одну сім'ю — 81 691 долар (медіана — 77 970). Медіана доходів становила 40 900 доларів для чоловіків та 39 951 долар для жінок. За межею бідності перебувало 13,3 % осіб, у тому числі 21,8 % дітей у віці до 18 років та 4,9 % осіб у віці 65 років та старших.
Цивільне працевлаштоване населення становило 8117 осіб. Основні галузі зайнятості: освіта, охорона здоров'я та соціальна допомога — 24,7 %, науковці, спеціалісти, менеджери — 11,5 %, мистецтво, розваги та відпочинок — 8,9 %, транспорт — 8,8 %.